# Kvallåkra
Kvallåkra este o arie protejată (arie specială de conservare — SAC, sit de importanță comunitară — SCI) din Suedia întinsă pe o suprafață de 59,3 ha, integral pe uscat.

## Localizare
Centrul sitului Kvallåkra este situat la coordonatele 56°15′53″N 14°57′22″E / 56.2646°N 14.956°E.

## Înființare
Situl Kvallåkra a fost declarat sit de importanță comunitară în ianuarie 1997 pentru a proteja un număr necunoscut de specii din flora spontană și fauna sălbatică aflate în arealul zonei. Situl a fost protejat și ca arie specială de conservare în martie 2011.

## Biodiversitate
Situată în ecoregiunile boreală și continentală, aria protejată conține 5 habitate naturale: Păduri de fag Luzulo-Fagetum, Păduri caducifoliate de mlaștină fino-scandinave, Păduri acidofile de stejar bătrân cu Quercus robur pe câmpii nisipoase, Mlaștini împădurite, Păduri de stejar sau de stejar și carpen sub-atlantice și medio-europene de Carpinion betuli.
La baza desemnării sitului se află un număr nedeclarat de specii protejate.